# 阿耶特
阿耶特（法語：Ayette，法語發音：[ajɛt]）是法国上法蘭西大區加来海峡省的一个市镇，属于阿拉斯区。

## 地理
阿耶特（50°10'28"N, 2°43'59"E）面积5.15 平方千米，位于法国上法蘭西大區加来海峡省，该省份为法国北部沿海省份，西北濒北海，南至索姆省，东临北部省。
与阿耶特接壤的市镇（或旧市镇、城区）包括：布瓦里-圣里克特吕德、穆瓦耶讷维尔、阿布兰兹韦勒、布瓦里圣马丹、比夸、杜希莱阿耶特。
阿耶特的时区为UTC+01:00、UTC+02:00（夏令时）。

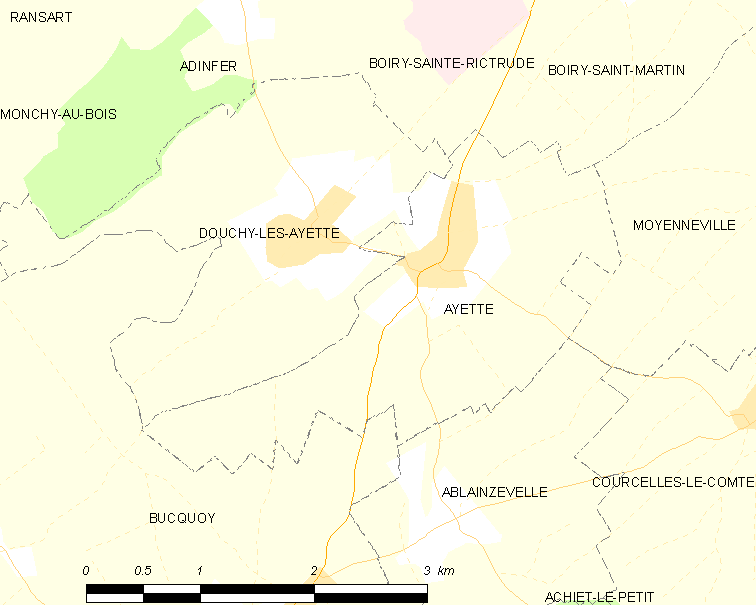
阿耶特的OSM定位图

## 行政
阿耶特的邮政编码为62116，INSEE市镇编码为62068。

## 政治
阿耶特所属的省级选区为巴波姆县。

## 人口

1962-2008年间阿耶特人口变化图示

阿耶特于2022年1月1日时的人口数量为328人。